# Расулев, Габдрахман Зайнуллович
Габдрахма́н Зайну́ллович Расу́лев (тат. Габдрахман Зәйнулла улы Рәсүлев) — советский мусульманский религиозный деятель, шейх суфийского братства Халидийа-Накшбандийа, муфтий (председатель) ДУМЕС (1936—1950).
Девятый муфтий ЦДУМ РОССИИ

## Биография

### Происхождение
Габдрахман Расулев — младший сын великого религиозного деятеля, просветителя Зайнуллы Расулева, преподаватель и руководитель медресе «Расулия», имам пятой Соборной мечети г. Троицка после революции 1917 года, имам-мухтасиб Уральской области после Гражданской войны, муфтий Центрального духовного управления мусульман в один из самых тяжёлых периодов в истории российского Ислама.
Габдрахман Зайнуллович Расулев родился 10 ноября 1889 года в д. Акхужа Златоустовского уезда Уфимской губернии (ныне Учалинского района РБ). С 11 лет он начинает обучаться в медресе своего отца «Расулия». После окончания этого прославленного Троицкого религиозного учебного заведения в возрасте 18 лет Г. Расулев получает звание имама. После этого в течение трёх лет он продолжает своё образование в Исламском университете в Каире.

### Религиозная деятельность
Вернувшись в Троицк, Габдрахман Расулев начинает работать в «Расулие» сначала преподавателем, а затем, в 1903 году, руководителем данного медресе. Как и отец, Габдрахман-хазрат стал шейхом суфийского братства Накшбандийа.
Сменив отца на посту директора медресе, Габдрахман Расулев превратил медресе в учебное заведение нового типа, построил новое здание, библиотеку, пансионат для приезжих шакирдов, типографию, баню, открыл аптеку, где лекарства выдавались бесплатно. Издавались мусульманские календари, книги, газеты. Медресе(мусульманское учебное заведение) «Расулия» в г. Троицке, основанное башкирским шейхом Зайнуллой Расулевым, славилось своим высоким уровнем обучения студентов — шакирдов. Французский учёный — исламовед Alexandere Bennigsen пишет, что: "среди всех академических учебных заведений во всем мусульманском мире того времени медресе «Расулийа» являлось самым лучшим по качеству получаемого в нём образования "(L’Islam en Union Sovietique, with C.Lemercier — Quelguejay -Paris,1968).
В конце своей земной жизни, незадолго до смерти в 1917 году, шейх Зайнулла Расулев передал сыну и руководство пятой Соборной мечетью Троицка. И самое главное, свой высокий духовный сан и тайные знания в суфийском братстве шейх Зайнулла Расулев также передал своему сыну шейху Габдрахману Расулеву и он после своего отца возглавил суфийское братство Накшбандия Халидия.
Есть несколько убедительных свидетельств, что духовным преемником шейха Зайнуллы Расулева стал его сын Габдрахман Расулев. В своём биографическом очерке о шейхе Зайнулле Расулеве его ученик (мюрид), известный и авторитетный богослов, первый муфтий СССР Ризаитдин Фахретдинов пишет, что в день похорон в присутствии десятки тысяч людей два самых уважаемых и близких мюрида (ученики, последователи) шейха Зайнуллы Расулева заявили, что у них все надежды обращены на шейха Габдрахмана Расулева, которому перешли высокие духовные обязанности его отца — шейха Зайнуллы Расулева и тайна тариката Накшбандия — Халидия. Об этом также подтверждает в своей книге великий башкирский поэт Шайхзада Бабич, принявший участие в похоронах Зайнуллы ишана Расулева и после на собрании его самых близких мюридов . Профессор Калифорнийского университета Хамид Алгар в своей статье « Шейх Зайнулла Расулев. Последний великий Накшбандийский шейх Волго — Уральского региона» тоже утверждает, что не вызывает никакого сомнения, что своим преемником, т.е халифом в суфийском братстве Накшбандия-Халидия шейх Зайнулла Расулев оставил своего сына шейха Габдрахмана Расулева.
После революции в 1919 году медресе «Расулия» было закрыто. Габдрахман-хазрат продолжил свою деятельность имамом пятой мечети города Троицка. После окончания Гражданской войны муфтий ЦДУМ Ризаэтдин Фахретдинов назначил Габдрахмана Расулева имамом-мухтасибом Уральской области.
12 апреля 1936 года Ризаетдин Фахретдинов покинул этот мир. Кончина муфтия Р. Фахретдинова стала поводом для расправы над ЦДУМ РФ с целью его закрыть. На собрании известных имамов — мухтасибов ЦДУМ все высказались за закрытие, только Габрахман Расулев высказался против, сказав в конце своего выступления загадочно, как будем будем открывать ЦДУМ через 5 лет, когда оно станет крайне необходимым. Действительно, через пять лет с началом Великой Отечественной войны ЦДУМ сыграл свою значительную роль в деле мобилизации мусульманского населения в войне против фашистских захватчиков. Два духовных управления — ЦДУМ и Башкирское духовное управление были соединены в одно и муфтием был назначен шейх Габдрахман Расулев. Немаловажную роль в этом выборе сыграл тот факт, что Габдрахман-хазрат был сыном очень влиятельного, уважаемого и известного во всем мусульманском мире шейха Зайнуллы Расулева.
В должности муфтия ЦДУМ шейх Габдрахман Расулев особый след оставил в годы Великой Отечественной войны. Несмотря на все гонения, репрессии, советские мусульмане выполнили свой священный долг в защите Родины. Гитлер, прекрасно осведомлённый о положении верующих в СССР, планировал использовать факт недовольства мусульман проводимой политикой в своей антисоветской пропаганде. По его замыслу, необходимо было привлечь на свою сторону как можно большее число верующих граждан, включая оставшееся на свободе духовенство. При этом особые надежды возлагались именно на мусульман, как на наиболее крупное и, возможно, наиболее обделённое религиозное меньшинство. В 1941 г. начали формироваться мусульманские легионы: туркестанский, кавказский и татарский «Идель-Урал». Однако надежды Гитлера на мусульман страны не оправдались. Патриотическая позиция рядовых верующих и их духовных наставников находила выражение в самых разных формах: активное участие в сражениях на фронте и в тылу врага, сбор средств в Фонд обороны, снабжение Красной Армии оружием, снаряжением, продовольствием, поддержка семей воинов, ушедших на фронт, забота о миллионах сограждан, эвакуированных из районов боевых действий.
Вторжение немецких войск на территорию СССР и проводимая ими политика заигрывания с духовенством и рядовыми верующими вынудила советское руководство изменить своё идеологическое отношение к религии. В идеологию советского коммунистического строительства Сталин внёс понятие «патриотизма» в результате его проявления религиозными деятелями во время войны. С того времени идея о патриотической направленности деятельности духовенства стала фактически единственным оправданием существования религиозных организаций в стране.
В мае 1942 года, то есть в самый тяжёлый для Советского Союза момент, когда началось активное наступление гитлеровцев на Кавказ, в Уфе проходит чрезвычайный съезд Центрального духовного управления мусульман. Выступая на нём, председатель ЦДУМ муфтий шейх Габдрахман Расулев, сын почитаемого многими мусульманами СССР и всего мусульманского мира шейха Зайнуллы Расулева, учителя и друга многих северокавказских алимов, обращается ко всем верующим с речью, пронизанной патриотизмом и любовью к Родине и объявляет священную войну — джихад (газават) — германскому фашизму, призвав мусульман СССР сражаться в рядах Красной Армии: «Уважаемые братья-мусульмане! Изречения Великого Аллаха и Его Пророка, великого Мухаммада (мир ему и благословение) призывают вас, мусульмане, не жалея сил, сражаться на полях брани за освобождение великой Родины, всего человечества и мусульманского мира от ига фашистских злодеев. Оставшиеся в тылу мужчины и женщины, не поддавайтесь малодушию и панике, приложите все свои силы для изготовления всех необходимых предметов для успешного ведения войны и обеспечения жизни населения. В этой святой Отечественной войне против фашистской Германии и её приспешников, доказав свою правоту, покажите перед всем миром верность своей Родине, молитесь в мечетях и молитвенных домах о победе Красной Армии. Мы, учёные Ислама и духовные деятели, живущие в Советском Союзе, призываем всех мусульман к единодушной защите любимой Родины и всего мусульманского мира от германских фашистов. Ибо мы, мусульмане, хорошо помним слова нашего любимого пророка Мухаммада (с.г.с): „Любовь к Родине — это часть твоей веры“».
Данное обращение Расулева было переведено на языки всех мусульманских народов Советского Союза, распространялось в местах их проживания, зачитывалось во время проповедей в мечетях. Обращение также было опубликовано в газете «Труд». Это сыграло огромную роль в мобилизации мусульман и их вкладе в победу Красной Армии. Такие открытые жёсткие антигитлеровские, антифашистские слова муфтия России шейха Габдрахмана Расулева оказали серьёзное влияние и на весь мусульманский мир, и на позиции мусульманских стран по отношению к фашистской Германии.
Именно это обращение Габдрахмана Расулева убедило правительство и самого Сталина в лояльности и преданности мусульман. В годы Великой Отечественной войны мусульмане страны собирали денежные средства, одежду, продукты питания для нужд фронта, через приходы распространяли облигации государственных займов, снабжали армию оружием, снаряжением, участвовали в боях и работали в тылу.
30 марта 1943 года в газете «Известия» была опубликована телеграмма Габдрахмана-хазрата Расулева, адресованная Сталину, где сообщалось: «Воодушевлённый успехами нашей славной Красной Армии, я лично вношу 50 тысяч рублей на строительство танковой колонны и особым посланием приглашаю верующих мусульман жертвовать на постройку танковой колонны». Сталин в ответ направил муфтию телеграмму со следующим содержанием: «Благодарю Вас за Вашу заботу о бронетанковых силах Красной Армии. Примите мой привет и благодарность. И. Сталин». Муфтий Габдрахман Расулев в годы войны несколько раз встречался со Сталиным. В качестве благодарности верующим мусульманам по личному постановлению Сталина было разрешено строительство двух мечетей. Одну из них возвели в хуторе Миасском г. Челябинска, другую в г. Ишимбай. В годы войны также по личному распоряжению Сталина были отремонтированы и заново переданы 17 зданий мечетей, используемые в основном как склады или учреждения культуры. Такая поддержка привела к значительному расширению сети мусульманских общин. К 1950 году было зарегистрировано более 900 таких мусульманских организаций. Габдрахман-хазрат использовал любые возможности для поддержки развития Ислама в стране. Он добился возобновления паломничества мусульман, которых не было 20 лет, сам выезжал в хадж в качестве руководителя советских паломников.
Его известность на международной арене позволила ему издать свою работу «Ислам дине» большим тиражом, кроме этого, при Расулеве начинается ежегодный выпуск мусульманских календарей. В октябре 1948 года по ходатайству Расулева открылся 4-й мусульманский съезд. Перерыв между съездами составил 22 года, так как предыдущий, 3-й съезд, состоялся ещё в 1926 году. Решением съезда было изменено название организации. Теперь она называлась — Духовное управление мусульман Европейской части СССР и Сибири. Был принят новый Устав. Габдрахман Расулев был сильным, независимым, авторитетным муфтием. Если было нужно, он смело обращался в государственные органы в Москву, отстаивая интересы мусульман.
Габдрахман Расулев пользовался большим авторитетом во всем мусульманском мире, его биография была включена американским исследователем Кэйе в издание «Кто есть кто в религии», 1947 г.
Расулев умер в ночь с 5 на 6 июля 1950 года. Похоронен он во дворе Соборной мечети в Уфе.